# Trofeji madridskog Reala
Real Madrid je španjolski nogometni velikan koji ima sjedište u glavnom gradu Španjolske, Madridu. Osnovan je 6. ožujka 1902. i od tada je, kada bi uključili sva natjecanja i sve trofeje, postao najtrofejnijim svjetskim klubom. Real, u službenim natjecanjima, drži rekorde u Primeri koju je osvojio 36 puta, Ligi prvaka koju je osvojio 15 puta te u Interkontinentalnom kupu (u to se računa i današnje natjecanje FIFA Svjetsko klupsko prvenstvo) koji je osvojio 8 puta. FIFA je Real proglasila najboljim klubom 20. stoljeća na ceremoniji 23. prosinca 2000.
Real na svojim dresovima ima značku višestrukog osvajača UEFA LP.

## Trofeji
Ovo je popis svih Realovih trofeja od regionalnih do svjetskih.

### Regionalna natjecanja
- Campeonato Regional Centro: 23 (rekord) 
  - 1905., 1906., 1907., 1908., 1910., 1913., 1916., 1917., 1918., 1920., 1922., 1923., 1924., 1926., 1927., 1929., 1930., 1931., 1932., 1933., 1934., 1935., 1936.

### Domaća natjecanja
- La Liga: 36 (rekord)[4]
  - 1932., 1933., 1954., 1955., 1957., 1958., 1961., 1962., 1963., 1964., 1965., 1967., 1968., 1969., 1972., 1975., 1976., 1978., 1979., 1980., 1986., 1987., 1988., 1989., 1990., 1995., 1997., 2001., 2003., 2007., 2008., 2012., 2017., 2020., 2022., 2024.

- Kup kralja: 20[5]
  - 1905., 1906., 1907., 1908., 1917., 1934., 1936., 1946., 1947., 1962., 1970., 1974., 1975., 1980., 1982., 1989., 1993., 2011., 2014., 2023.

- Supercopa de España: 13[6]
  - 1988., 1989., 1990., 1993., 1997., 2001., 2003., 2008., 2012., 2017., 2020., 2022., 2024.

- Copa de la Liga: 1[7]
  - 1985.

- Kup Eve Duarte: 1 (preteča Supercopa de Españe)[8]
  - 1947.

### Europska natjecanja
- UEFA Liga prvaka: 15 (rekord)[9]
  - 1956., 1957., 1958., 1959., 1960., 1966., 1998., 2000., 2002., 2014, 2016., 2017., 2018., 2022., 2024.

- Kup UEFA: 2[10]
  - 1985., 1986.

- UEFA Superkup: 6 (rekord)[11]
  - 2002., 2014., 2016., 2017., 2022., 2024.

- Latinski kup: 2 (rekord)
  - 1955., 1957.

### Svjetska natjecanja
- FIFA Svjetsko klupsko prvenstvo: 5 (rekord)
  - 2014., 2016., 2017., 2018., 2022.

- Interkontinentalni kup: 3 (preteča FIFA Svjetskog klupskog prvenstva)[12]
  - 1960., 1998., 2002.,

- Pequeña Copa del Mundo de Clubes: 2 (rekord) (preteča Interkontinentalnog kupa)
  - 1952., 1956.

- Iberoamerički kup: 1 (rekord pošto se igralo samo jednom)
  - 1994.

### Prijateljska natjecanja

#### Domaća
- Kup Santiago Bernabéu: 28 (rekord)
  - 1981., 1983., 1984., 1985., 1987., 1989., 1991., 1994., 1995., 1996., 1997., 1998., 1999., 2000., 2003., 2005., 2006., 2007., 2008., 2009., 2010., 2011., 2012., 2013., 2015., 2016., 2017., 2018.

#### Gostujuća
- Trofeo Ciudad de Alicante: 10 (rekord)
  - 1990., 1991., 1992., 1993., 1995., 1998., 2000., 2001., 2002., 2010.
- Trofeo Teresa Herrera: 8
  - 1949., 1953., 1966., 1976., 1978., 1979., 1980., 1994.
- Trofeo Ramón de Carranza: 6
  - 1958., 1959., 1960., 1966., 1970., 1982.
- Trofeo Ciudad de La Línea: 5 (rekord)
  - 1978., 1981., 1982., 1986., 2000.
- Trofeo Ciutat de Palma: 4
  - 1975., 1980., 1983., 1990.
- Trofeo Bahía de Cartagena: 4 (rekord)
  - 1994., 1998., 1999., 2001.
- Trofeo Colombino: 3
  - 1970., 1984., 1989.
- Trofeo Ciudad de Barcelona: 3
  - 1983., 1985., 1988.
- Trofeo Euskadi Asegarce: 3
  - 1994., 1995., 1996.
- Trofeo Festa d'Elx: 3
  - 1984., 1985., 1999.
- Trofeo Ciudad de Vigo: 2
  - 1981., 1982.
- Trofeo Naranja: 2
  - 1990., 2003.
- World Football Challenge: 2
  - 2011., 2012.
- Trofeo Benito Villamarín: 1
  - 1960.
- Trofeo Mohamed V: 1
  - 1966.
- Trofeo Año Santo Compostelano: 1
  - 1970.
- Trofeo Costa del Sol: 1
  - 1976.
- Trofeo Ciudad de Caracas: 1
  - 1980.
- Trofeo Centenario AC Milan: 1
  - 2000.
- Trofeo Jesús Gil: 1 (rekord)
  - 2005.
- Taci Oil Cup: 1
  - 2010.
- Kup Franz-Beckenbauer: 1
  - 2010.
- npower Challenge Cup: 1
  - 2011.

## Galerija
- Polica s nagradama igrača